# Graciliceratops
Graciliceratops ("štíhlá rohatá tvář") byl rod ceratopsidního dinosaura, žijícího v období pozdní křídy (asi před 100 až 83 miliony let) na území dnešního Mongolska. S délkou jen kolem 80 cm a hmotností zhruba 6,7 kilogramu patřil mezi nejmenší známé neptačí dinosaury, přesné rozměry však na základě dostupného fosilního materiálu není možné určit. Fosilie nekompletní kostry typového exempláře byly popsány pod druhovým názvem G. mongoliensis americkým paleontologem Paulem Serenem v roce 2000. Mohlo se však jednat pouze o mládě. Šlo zřejmě o malého býložravého dinosaura, živícího se cykasovitými a kapraďosemennými rostlinami, které v dané době ještě převažovaly nad krytosemennými.